# بيفورا (عمارة)
بيفورا أو النافذة الثنائية هي نوع من النوافذ المقسمة رأسياً إلى فتحتين بواسطة عمود صغير أو عمود أو عمود عمودي، تُتوج الفتحات بأقواس مستديرة أو مدببة في بعض الأحيان، يتم تأطير النافذة الثنائية بقوس إضافي، وقد يتم تزيين المساحة بين القوسين بشعار النبالة أو فتحة دائرية صغيرة (عين).
استُخدمت البيفورا في العمارة البيزنطية، بما في ذلك المباني الإيطالية مثل كنيسة سانت أبوليناري نوفو في رافينا، وباعتبارها نموذجية للفترتين الرومانية والقوطية، حيث أصبحت عنصرًا زخرفيًا للنوافذ وأبراج الأجراس، فقد استُخدمت البيفورا أيضًا بشكل متكرر خلال عصر النهضةفي العمارة الباروكية والعمارة الكلاسيكية الجديدة، تم نسيان البيفورا إلى حد كبير، أو استبدالها بعناصر مثل الفتحات الثلاث لنافذة البندقية، كما تم نسخها أيضًا في العمارة المغاربية في إسبانيا، حيث تُسمى ajimez (من العربية ash-shammīs ).
وقد عادت إلى الموضة في القرن التاسع عشر في فترة الانتقائية وإعادة اكتشاف الأنماط القديمة في العمارة القوطية والرومانية.